# Irak na Letnich Igrzyskach Olimpijskich 1968
Irak na Letnich Igrzyskach Olimpijskich 1968 reprezentowało 3 zawodników (wszyscy mężczyźni). Reprezentanci Iraku nie zdobyli żadnego medalu na tych igrzyskach.

## Skład kadry

### Kolarstwo
Mężczyźni
- George Artin - wyścig indywidualny ze startu wspólnego - nie ukończył

### Podnoszenie ciężarów
Mężczyźni
- Zuhair Elia Mansour - waga lekka - 11. miejsce

### Zapasy
Mężczyźni
- Ismail Al-Karaghouli

Waga lekka, styl klasyczny - niesklasyfikowany
Waga lekka, styl wolny - niesklasyfikowany